# Cinescape
Cinescape es un programa de televisión de entretenimiento peruano conducido por Bruno Pinasco. Es estrenado en 2000 por la cadena Panamericana Televisión, para posteriormente en 2003 transmitirse en la cadena América Televisión a nivel nacional, mientras que en Estados Unidos y el resto del mundo se retransmite en Cadena Sur. El magacín se enfoca en lo último del cine mundial, con los estrenos y películas de moda, así como las coberturas especiales en su realización. En el programa participan todo su equipo de producción o varios artistas invitados en diversas secuencias.

## Mecánica
Inicialmente, el programa se especializa en mostrar novedades e informes mayoritariamente relacionados al cine de Hollywood. Si bien no se enfoca en la crítica especializada como tal, muestra información relevante sobre la industria (detrás de cámaras, entrevistas a importantes estrellas, especiales temáticos, cartelera cinematográfica, errores de películas, etc), cuyo mercado es ampliamente demandado en el país donde se emite. A mediados de 2010, se extiende la cobertura de series televisivas, anime, y diversos temas de la farándula peruana (con algunos reportajes de cine local) y estadounidense, en un estilo dinámico y desenfadado.
Cinescape se caracteriza por sus permanentes viajes a diversos lugares del mundo, sin importar lo alejados que éstos puedan ser, por lo que ha grabado programas especiales desde las principales capitales del mundo y ha estado presente en importantes eventos cinematográficos como el Festival de Venecia o estrenos mundiales de súper producciones como El Señor de los Anillos (Nueva Zelanda),Harry Potter (Londres),El Hombre Araña (Japón) y Las Crónicas de Narnia (México, EE.UU y Londres).

## Equipo
- Aldo Pinasco (productor general).
- Bruno Pinasco (presentador).
- Luis Ángel Pinasco (voz en off).
- Chiara Pinasco (voz en off y reportera ocasional).

## Temporadas
| Temporada | Temporada | Episodios | Episodios | Emisión original    | Emisión original        |
| Temporada | Temporada | Episodios | Episodios | Primera emisión     | Última emisión          |
| --------- | --------- | --------- | --------- | ------------------- | ----------------------- |
|           | 1         | 105       | 105       | 7 de agosto de 2000 | 29 de diciembre de 2000 |
|           | 2         | 261       | 261       | 1 de enero de 2001  | 31 de diciembre de 2001 |
|           | 3         | 261       | 261       | 1 de enero de 2002  | 31 de diciembre de 2002 |
|           | 4         | 51        | 51        | 4 de enero de 2003  | 28 de diciembre de 2003 |
|           | 5         | 51        | 51        | 3 de enero de 2004  | 25 de diciembre de 2004 |
|           | 6         | 53        | 53        | 1 de enero de 2005  | 31 de diciembre de 2005 |
|           | 7         | 52        | 52        | 7 de enero de 2006  | 30 de diciembre de 2006 |
|           | 8         | 52        | 52        | 6 de enero de 2007  | 29 de diciembre de 2007 |
|           | 9         | 52        | 52        | 5 de enero de 2008  | 27 de diciembre de 2008 |
|           | 10        | 52        | 52        | 3 de enero de 2009  | 26 de diciembre de 2009 |
|           | 11        | 51        | 51        | 2 de enero de 2010  | 25 de diciembre de 2010 |
|           | 12        | 53        | 53        | 1 de enero de 2011  | 31 de diciembre de 2011 |
|           | 13        | 52        | 52        | 7 de enero de 2012  | 29 de diciembre de 2012 |
|           | 14        | 52        | 52        | 5 de enero de 2013  | 28 de diciembre de 2013 |
|           | 15        | 51        | 51        | 4 de enero de 2014  | 27 de diciembre de 2014 |
|           | 16        | 52        | 52        | 3 de enero de 2015  | 26 de diciembre de 2015 |
|           | 17        | 53        | 53        | 2 de enero de 2016  | 31 de diciembre de 2016 |
|           | 18        | 52        | 52        | 7 de enero de 2017  | 30 de diciembre de 2017 |
|           | 19        | 52        | 52        | 5 de enero de 2018  | 28 de diciembre de 2018 |
|           | 20        | 52        | 52        | 5 de enero de 2019  | 28 de diciembre de 2019 |
|           | 21        | 52        | 52        | 4 de enero de 2020  | 26 de diciembre de 2020 |
|           | 22        | 52        | 52        | 2 de enero de 2021  | 25 de diciembre de 2021 |
|           | 23        | 53        | 53        | 1 de enero de 2022  | 31 de diciembre de 2022 |
|           | 24        | 54        | 54        | 7 de enero de 2023  | 30 de diciembre de 2023 |
|           | 25        | 55        | 55        | 13 de enero de 2024 | 28 de noviembre de 2024 |
|           | 26        | -         | -         | 4 de enero de 2025  | —                       |

## Producción

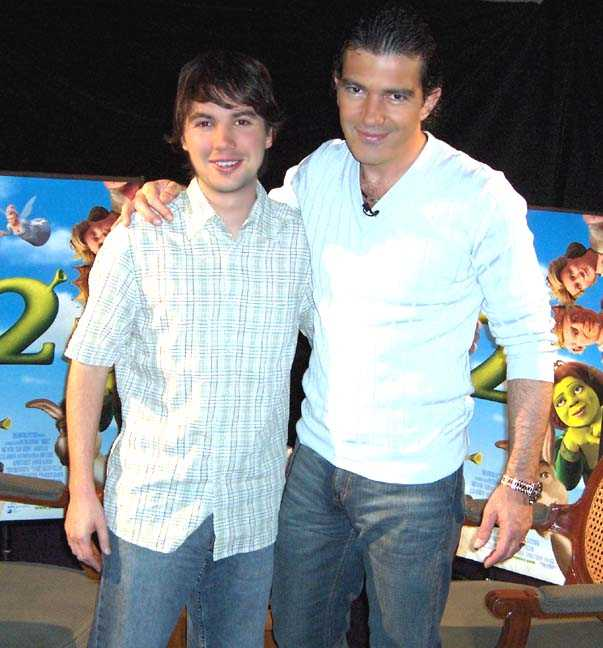
Bruno Pinasco y Antonio Banderas en junket Shrek tercero, México, 2007.

Bruno Pinasco inicialmente conduce una sección de cine dentro del programa Oky Doky que se emite los jueves, en donde se muestra algunos detrás de cámaras de películas. Al ver el buen trabajo realizado, María Elena Malca, Gerente de Publicidad de la oficina de United International Pictures en Perú, se pone en contacto con él y le propone la idea de viajar a Hollywood para Entrevistas a las grandes estrellas de la pantalla grande. Esta invitación tarda años en concretarse.
Mientras tanto, Bruno seguía trabajando en la idea de su programa propio, por lo que prepara el piloto titulado Robando cámara, nuevamente con los temas cinematográficos como contenido principal. Aunque el proyecto es aprobado en el canal musical Uranio 15, nunca sale al aire.
Es así que llega el año 2000. Sin canal, sin programa y sin trabajo, Bruno viaja tres veces a Hollywood. Los protagonistas de Gladiador, Los Picapiedra en Viva Rock Vegas y El Dorado son sus siguientes entrevistas, incluidas posteriormente en el estreno de su próximo espacio televisivo.
Para entonces Óscar Kohata y Bruno ya habían decidido que su proyecto sería realizado en coproducción con el canal que les abriera las puertas. De esta manera, ellos mantendrían el control sobre todos los contenidos, el aspecto visual y la comercialización. Es en ese tiempo que Aldo Pinasco, hermano mayor de Bruno y también productor de TV, ingresa al equipo para encargarse del aspecto comercial y administrativo. Con gran entusiasmo, Bruno, Óscar y Aldo, luego de revisar una larga lista de posibilidades, escogen el nombre de "Cinescape" para su proyecto.
En ATV, se plantea la secuencia para el noticiero nocturno ATV Noticias: Edición central. Así, se estrenan las entrevistas de Gladiador y las demás, pero los ejecutivos tardan en tomar la decisión.
En noviembre de 1999, tres meses antes de su renuncia a Canal A, Bruno recibe una llamada de María Elena Malca, de UIP, para proponerle ir a Los Ángeles para el lanzamiento de El mañana nunca muere, la nueva cinta de James Bond. El resto es historia, Bruno viaja por primera vez a Hollywood y obtiene la entrevista con Pierce Brosnan, el célebre protagonista de las películas del agente 007, que es un éxito, posteriormente dicha entrevista se incluye en el estreno del programa.
En agosto de 2000, el noticiero matutino 24 Horas - Edición Matinal, junto a Enrique Vidal y Valia Barak de Panamericana Televisión, da luz verde al segmento. Sin embargo, en 2003, el programa dejó de formar parte de Panamericana, debido a los conflictos con Genaro Delgado Parker, para pasar a manos de América Televisión.

## Coberturas internacionales
- Premier de El Señor de los Anillos: El retorno del Rey (Nueva Zelanda - 2003)
- MTV Video Music Latin Awards (2003, 2004, 2006, 2007)
- Premier de Harry Potter 3: Y el prisionero de Azkaban (Nueva York - 2004)
- Festival Internacional de Cine de Venecia (2004, 2005)
- MTV Movie Awards (2004)
- Premier de El Hombre Araña 2 (Nueva York - 2004)
- Premier de Colateral (México DF - 2004)
- Premier de Harry Potter 4: Y el cáliz de fuego (Londres - 2005)
- Visita Estudios de Paramount Pictures (2006)
- Visita Estudios de Dreamworks (2006)
- Premier de El Hombre Araña 3 (Tokio - 2007)
- Fashion Week Nueva York (2007)
- Premier de Harry Potter 5: Y la Orden del Fénix (Londres - 2007)
- Premier de Harry Potter 6: Y el misterio del príncipe mestizo (Londres - 2009)

## Premios y nominaciones
| Año  | Premio                       | Categoría                                        | Nominación a  | Resultado   | Ref.   |
| ---- | ---------------------------- | ------------------------------------------------ | ------------- | ----------- | ------ |
| 2005 | Diario Perú.21               | Mejor programa de espectáculos                   | Cinescape     | Ganador     |        |
| 2005 | Premios Luces de El Comercio | Mejor programa de entretenimiento                | Cinescape     | Ganador     |        |
| 2005 | Premios Luces de El Comercio | Mejor rostro masculino de TV                     | Bruno Pinasco | Ganador     |        |
| 2006 | Premios Luces de El Comercio | Mejor programa de espectáculos                   | Cinescape     | Ganador     |        |
| 2007 | Premios Luces de El Comercio | Mejor programa de entretenimiento y espectáculos | Cinescape     | Desconocido | [ 22 ] |
| 2013 | Premios Luces de El Comercio | Mejor programa especializado                     | Cinescape     | Nominado    |        |
| 2013 | Premios Luces de El Comercio | Mejor conductor                                  | Bruno Pinasco | Nominado    |        |
| 2019 | Premios Luces de El Comercio | Mejor conductor                                  | Bruno Pinasco | Ganador     | [ 23 ] |
| 2024 | Premios Luces de El Comercio | Mejor programa de entretenimiento                | Cinescape     | Nominado    | [ 24 ] |
| 2024 | Premios Luces de El Comercio | Mejor conducción                                 | Bruno Pinasco | Nominado    | [ 24 ] |